# Claus Stallknecht
Claus Stallknecht (* 2. September 1681 in Groß Sandbek bei Kappeln; † 3. März 1734 in Altona) war Baumeister im dänischen Königreich.

## Biographisches
Stallknecht wurde in der Landschaft Angeln als Kind einer Bauernfamilie geboren. Wahrscheinlich machte er eine Handwerkerausbildung. Eine Architektenschule scheint er nicht besucht zu haben. Im März 1713 wurde er vom Oberpräsidenten Christian Detlev von Reventlow zum Wiederaufbau der Stadt nach Altona berufen. Diese nach Kopenhagen zweitgrößte Stadt im dänischen Konglomeratsstaat hatte im November 1711 durch ein Schadensfeuer fast 300 Wohnungen verloren; im Januar 1713, während des Großen Nordischen Krieges, wurde Altona von den schwedischen Truppen unter General Stenbock niedergebrannt und weitgehend zerstört. 1714 wurde Stallknecht zum Stadtbaumeister ernannt, der gleichzeitig als Architekt und Bauunternehmer tätig werden durfte. Da er in seiner amtlichen Funktion unbesoldet blieb – wodurch die Stadtkasse entlastet wurde –, konnte er sich mit letztgenannter Tätigkeit seinen Lebensunterhalt verdienen. Im selben Jahr heiratete er die einheimische Anna Klünder.

## Als Stadtbaumeister in Altona

Das Alte Altonaer Rathaus von 1721 (zerstört 1943)

Der Wiederaufbau Altonas orientierte sich am alten Stadtgrundriss, um langwierigen Verfahren zur Neuordnung der Grundstücke und der Eigentumsverhältnisse aus dem Wege zu gehen. Dadurch gelang es zwar einerseits, dass bereits 1720 wieder etwa so viele Menschen (rund 12.000) in der Stadt lebten wie vor dem „Schwedenbrand“; andererseits wurde so die Chance vergeben, das teilweise ungeplant angelegte, verwinkelt verlaufende und zu höchst beengten Wohnverhältnissen führende Straßenraster neu zu ordnen. In seinem Stadtbauplan gab Stallknecht den privaten Grundeigentümern allerdings feste Baulinien vor und bestimmte mit Reventlows Unterstützung, dass die Häuser zur Verringerung der Brandgefahr aus Stein errichtet werden mussten; diese ersetzten zunehmend die Fachwerkhäuser.
Von 1716 bis 1721 entstand nach Stallknechts Plänen das Alte Altonaer Rathaus an der Königstraße im französischen Barockstil. Weitere Bauten von Stallknecht in Altona sind die von 1716 bis 1717 erbaute Mennonitenkirche und das Pfarrhaus von Sankt Joseph (1717) in der Großen Freiheit, die Heiliggeistkirche (1716 bis 1718), das Wachthaus am Fischmarkt (1719), die neue städtische Lateinschule (1721 bis 1724, ab 1738 Christianeum), das eigene Wohnhaus in der Elbstraße (1721?) und die Pilotage am neu angelegten Holzhafen (1723 bis 1725). Er war auch an der Revitalisierung der Palmaille zu einer noch heute bestehenden Prachtstraße („publike Allee“ im damaligen Sprachgebrauch) beteiligt.
Typisch für Stallknechts Stil sind das Mansarddach, der Rundbogengiebel und der hervorspringende Mittelrisalit.

## Tätigkeit in Viborg
1726 folgte Stallknecht einem Ruf nach Viborg in Jütland, wo er ebenso wie in Altona den Wiederaufbau der Stadt leitete. 1728 bis 1730 baute er das Rathaus von Viborg. Am 20. November 1731 erhielt er den Titel eines königlich dänischen Kammerrats und wurde zugleich königlicher Landbaumeister der Herzogtümer Schleswig, Holstein und Oldenburg.
Am 3. März 1734 starb Stallknecht in seinem Altonaer Wohnhaus.